# Renê Júnior
Renê dos Santos Júnior (Rio de Janeiro, 16 de setembro de 1989), mais conhecido como Renê Júnior, é um ex-futebolista brasileiro que atuava como volante.

## Carreira

### Início
Natural do Piscinão de Ramos, Renê Júnior iniciou sua carreira profissional em clubes menores do Rio de Janeiro, antes de atuar pelo Figueirense.
No primeiro semestre de 2011, disputou o Campeonato Mineiro pelo Democrata (de Governador Valadares). Apesar da campanha irregular do clube naquele ano, Renê foi um dos destaques ao lado de atletas como Fernandão e Vander.
No segundo semestre de 2011, Renê foi para o Salgueiro.
Em janeiro de 2012, ele assinou um contrato com o Mogi Mirim, e depois de uma boa campanha no Campeonato Paulista de 2012, foi para a Ponte Preta. Ele fez sua estreia na Série A, em 20 de maio, contra o Atlético-MG. Atuou em 31 partidas pelo clube.

### Santos
Em 2 de janeiro de 2013, Renê Júnior assinou um contrato de empréstimo de um ano com o Santos, cedido pelo Tombense.
Depois de realizar boa partida diante do Botafogo de Ribeirão Preto, na segunda rodada do Paulistão de 2013, Renê Júnior, que terminou o embate ovacionado pelos santistas, se disse emocionado. O técnico Muricy Ramalho, quando perguntado, reforçou a forte marcação e o desempenho positivo do atleta quando ataca.
Apesar da concorrência de Marcos Assunção na posição, a quem considera "uma excelente pessoa e um grande jogador", e de ter sido uma das contratações menos badaladas para a temporada 2013, Renê caiu nas graças da torcida santista ao ser um dos principais esteios defensivos do clube. Depois, caiu de rendimento.
Renê Júnior fez 37 jogos pelo Santos no ano, sem marcar gols.

### Guangzhou Evergrande
Em dezembro de 2013, acertou com o Guangzhou Evergrande, por cerca de 1 milhão de euros com a transferência do volante, quase de R$ 3,2 milhões.

### Ponte Preta
No início de abril de 2016, acertou sua volta ao futebol brasileiro, quando assinou com seu antigo clube, a Ponte Preta.

### Bahia
Sem muito espaço na Ponte Preta, em setembro de 2016 Renê Júnior foi emprestado até o final do ano para o Bahia.
O seu empréstimo para o Bahia ajudou muito Renê, ele se tornou um dos principais futebolistas do clube atuando ao lado de Zé Rafael, ambos muitos habilidosos por suas roubadas de bola, e destaque no futebol brasileiro, sempre ajudando o time do Bahia, Renê Jr teve uma das melhores passagens de sua carreira atuando pelo Tricolor de Aço, onde conquistou o acesso a elite em 2016, e o título da Copa do Nordeste em 2017.
Após o término do Campeonato Brasileiro de 2017 jogando pelo Bahia, foi contratado pelo Corinthians. Deixou o clube com 57 jogos realizados e 5 gols marcados.

### Corinthians
No dia 6 de dezembro de 2017, Renê Júnior acertou com o Corinthians por três temporadas.
Estreou em 13 de janeiro de 2018, na derrota para o Rangers por 4 a 2, em partida válida pelo Florida Cup de 2018. Marcou seu primeiro gol em um clássico contra o Santos, no dia 5 de março de 2018.
Em julho de 2018, rompeu os ligamentos do joelho esquerdo e se despediu dos gramados no ano com apenas 12 partidas e um gol marcado. Ao todo, teve que passar por três cirurgias e ficou 466 dias afastado.

### Coritiba
Em 8 de janeiro de 2020, foi emprestado para o Coritiba até o final da temporada.
Em 26 de agosto do mesmo ano, Renê teve seu contrato de empréstimo encerrado antes do término, pois não agradou no clube. Pelo Coxa, disputou 10 jogos (7 deles como titular), tomou 4 cartões amarelos e um cartão vermelho e não marcou nem um gol.

### Retorno ao Corinthians
Retornou de empréstimo do Coritiba em agosto, porém não será utilizado e deve ser negociado. Em 31 de dezembro de 2020, seu contrato chegou a fim e o jogador se despediu do clube paulista.

### Chapecoense
Em 31 de agosto de 2021, acerta com a Chapecoente, com contrato de produtividade (recebendo apenas auxílio moradia) até o final de 2021.
No dia 3 de outubro de 2021, estreia pela clube após um ano parado, no empate por 1 a 1 contra o São Paulo, na Arena Condá, pela 23ª rodada do Campeonato Brasileiro.

### Bangu
No início de 2023, assina com o Bangu para a disputa do Campeonato Carioca.

## Títulos
Mogi Mirim
- Campeonato Paulista do Interior: 2012

Guangzhou Evergrande
- Super Liga Chinesa: 2014 e 2015

Bahia
- Copa do Nordeste: 2017

Corinthians
- Campeonato Paulista: 2018